# Viides Luku - Hävitetty
Viides Luku - Hävitetty è il quinto album in studio della band folk metal/viking metal finlandese Moonsorrow.

## Tracce
1. Jäästä Syntynyt/Varjojen Virta - 30:10 (Henri Sorvali, Marko Tarvonen, Ville Sorvali)
2. Tuleen Ajettu Maa - 26:19 (Henri Sorvali, Marko Tarvonen, Thomas Vaananen, Ville Sorvali)

## Formazione
- Henri Sorvali – chitarre, tastiere, voce clean e di sottofondo
- Mitja Harvilahti – chitarre, voce
- Markus Euren – tastiere
- Ville Sorvali – basso, voce
- Marko Tervonen – batteria, percussioni, voce di sottofondo